# Данилишин, Иван Ярославович
Иван Ярославович Данилишин (укр. Іван Ярославович Данилишин; род. 11 декабря 1949, Жукотин, Станиславская область) — советский и украинский тренер по боксу; Заслуженный тренер Украины (2000), Заслуженный работник физической культуры и спорта Украины.

## Биография
Родился 11 ноября 1965 года в селе Жукотин Ивано-Франковской области Украинской ССР.
В 1989 году окончил Львовский институт физической культуры (ныне Львовский государственный университет физической культуры). С тех пор работает в Коломые тренером-преподавателем в спортивном клубе общества «Локомотив».
Является вице-президент Федерации бокса Ивано-Франковской области и Федерации бокса Украины, председатель технического комитета Федерации бокса Европы. В 2004 году был признан Федерацией бокса Украины лучшим тренером года.
Среди его воспитанников — Андрей Федчук и Владимир Колесник. Андрей Федчук погиб в 2009 году в ДТП, находясь в собственном автомобиле вместе с тренером и его сыном.